# Kossa (Setomaa)
Pour les articles homonymes, voir Kossa.
Kossa est un hameau inhabité de la commune de Setomaa, situé dans le comté de Võru au sud-est de l'Estonie. Avant la réorganisation administrative d'octobre 2017, il faisait partie de la commune de Misso.